# Inventec
Inventec Corporation (chinois : 英業達公司 ; pinyin : Yīngyèdá Gōngsī ; TWSE : 2356) est un Original Design Manufacturer (ODM) basé à Taïwan qui fabrique des ordinateurs portables, des serveurs et des appareils mobiles. Fondée à l'origine en 1975 pour développer et fabriquer des calculatrices électroniques, elle compte parmi ses principaux clients Hewlett-Packard, Toshiba, Acer et Fujitsu-Siemens.
Inventec Corporation possède d'importantes installations de développement et de fabrication en Chine, et est l'un des plus grands exportateurs chinois. La société a ouvert son premier centre de développement en Chine en 1991 et sa première usine de fabrication à Shanghai en 1995. En outre, la société possède des centres de configuration et de service aux États-Unis, en Europe et au Mexique.
La société emploie plus de 23 000 personnes, dont plus de 3 000 ingénieurs. Elle possède en partie un vendeur de marques de mini portables basé au Japon, Kohjinsha (en) (KJS), qui a été établi à Yokohama,.

## Informations sur le groupe
Le groupe Inventec comprend cinq sociétés :

### Inventec Corporation
Noté ci-dessus

### Inventec BESTA
BESTA est une filiale indépendante du groupe Inventec, lancée à Taipei en 1989 pour produire des dictionnaires électroniques anglais/chinois compacts. BESTA a étendu sa gamme de produits aux assistants numériques personnels, aux ordinateurs tablettes et aux traducteurs en plusieurs langues (y compris le coréen et le japonais).
BESTA produit actuellement plus de 30 modèles sur le marché à Taïwan, en Chine, en Thaïlande, en Malaisie, en Indonésie et à Singapour. Le distributeur thaïlandais CyberDict propose des produits personnalisés avec des dictionnaires thaïlandais supplémentaires.
BESTA fabrique également une gamme de produits linguistiques conçus spécifiquement pour le marché nord-américain, où elle est devenue le principal fournisseur de dictionnaires électroniques anglais/chinois et anglais/coréen. Aux États-Unis, les produits BESTA sont vendus sous les labels BESTA (chinois) ou OPTIMEC (sud-coréen), et sont distribués et entretenus exclusivement par Moy Sam Corporation (New York) et Maxmile Corporation (Los Angeles). Au Canada, on trouve les produits BESTA à Toronto et à Markham.
Plusieurs modèles BESTA sont équipés de fentes permettant d'insérer des cartes de données SD/MMC contenant des dictionnaires spécialisés supplémentaires (tels que les dictionnaires médicaux ou commerciaux). Elle a été classée au 1er rang des "marques de dictionnaires électroniques idéales de Taiwan" pendant douze années consécutives. Inventec Besta est devenue une société cotée à la bourse de Taiwan en 2007.
Développement clé d'Inventec Besta Co :
Année 1989 - Inventec Besta Co., Ltd a été fondée.
Année 1999 - Fusion avec la division des systèmes de référence d'Inventec, l'usine de Lin Kou et la société Inventec (Xi'an).
Année 2000 - Acquisition de Golden Atom Holdings Ltd. et investissement dans Besta Technology (HK) Co. Ltd. et Besta Technology (China) Co. Ltd.

## Tablettes
- Amazon Kindle Fire
- Barnes & Noble Nook
- N18C (Dr.Eye)
- Lyon

## Téléphones mobiles
- OKWAP
- J98
- PHS-I99
- PHS-PG900
- PHS-PG901
- PHS-I92
- PHS-i501